# Росремэлектротранс
«Росремэлектротранс» (Воронежское проектно-конструкторское бюро «Росремэлектротранс») — советское и российское предприятие, существовавшее с 1980 по 2001 годы. Головная контора была расположена в Воронеже на территории завода ВРТТЗ.
Изначально основной деятельностью предприятия являлось проектирование техники и оборудования для эксплуатации, ремонта и обслуживания инфраструктуры городского электротранспорта — трамвая и троллейбуса. Продукция производилась на разных заводах (РТТЗ) отрасли — Воронежском, Пермском, Куйбышевском, Прокопьевском, Уфимском, Свердловском, Горьковском и других под маркой ВТК или ТК (то есть Временный Творческий коллектив). Несмотря на просьбы вывести коллектив ВПКБ с территории ВРТТЗ и разместить на другом месте к 1983 году, бюро действовало на территории ВРТТЗ вплоть до ликвидации в 2001 году.

## Продукция
Всего было разработано около 90 моделей продукции, производимой на различных заводах: Трамвайные вагоны специального назначения, оборудование для ремонта и обслуживания инфраструктуры городского электротранспорта на базе грузовых автомобилей, оборудование для мобильной связи.

### Трамвайные вагоны
- ВТК-01 — двухосный трамвайный вагон — снегоочиститель. Изготовитель — Куйбышевский РТТЗ
- ВТК-06 — Рельсошлифовальный вагон на базе вагона 71-605 Изготовитель — Свердловский РТТЗ
- ВТК-07 — Вагон-путеукладчик с поворотной кабиной. Изготовитель — Воронежский РТТЗ
- ВТК-09, 09А Вагон-дозатор на базе 71-605 Изготовитель — Воронежский РТТЗ
- ВТК-10 — Грузовой вагон с крановой платформой. Изготовитель — Пермский РТТЗ
- ВТК-21 — Грузопассажирский рельсосварочный вагон. Изготовитель — Пермский РТТЗ
- ВТК-24 — Вихревой снегоочиститель на базе 71-605 Изготовитель — Новосибирский РТТЗ
- ВТК-26 — Шпалоподбивочная машина Изготовитель — Истьинский машиностроительный завод.
- ТК-28, 28А, 28Б — вагон-рельсотранспортер. Изготовитель — Воронежский РТТЗ
- ВТК-33 — Вагон-вышка для обслуживания контактной сети на базе 71-605 на автономном ходу, привод от двигателя внутреннего сгорания. Изготовитель — Новосибирский РТТЗ
- ТК-36 — Вагон для уборки и смазки рельсов на базе 71-605
- ВТК-53 — вагон для транспортировки рельсошпальной решетки. Изготовитель — Воронежский РТТЗ
- ВТК-56 — поливомоечный вагон на базе 71-605.
- ВТК-63 — Поливомоечный прицепной вагон к ВТК-56.
- ВТК-64 — Вагон-детское кафе, возможно действовал в Воронеже.[2]
- ВТК-69 — Вагон-пылесос на базе 71-605
- ВК-83 — Снегоочиститель на базе «Tatra T3»[3]. Изготовитель — ВОМЗ
- ВТК-107 «Барс» — снегоочиститель.
- РШ — рельсошлифовальный вагон на базе 71-605 Изготовитель — Воронежский РТТЗ

### Автотехника
- ВТК-15 — Грузопассажирская надстройка с вышкой к автомобилю ГАЗ-53.12.01 для доставки ремонтной бригады и оборудования к месту монтажа или ремонта контактной сети. Изготовитель — Уфимский РТТЗ
- ВТК-27П — Грузопассажирская надстройка с вышкой к автомобилю КамАЗ-53211 для доставки ремонтной бригады и оборудования к месту монтажа или ремонта контактной сети. Изготовитель — Куйбышевский РТТЗ
- ВТК-28 — Автомобиль техпомощи на базе КамАЗ-53212 для доставки ремонтной бригады и оборудования, постановки на рельсы сошедшего трамвая, а также для буксировки ТС в депо.
- ВТК-29 — Автомобиль техпомощи на базе КамАЗ-53212, аналогичный ВТК-28, но для обслуживания троллейбусов.
- ТК-38 — Оперативная машина для энергохозяйств ТТУ

### Прочее оборудование
- ТК-6А — Машина для очистки и смазки стрелочных переводов.
- ВТК-03 — Аппаратура диспетчерской связи между водителем и диспетчером
- ВТК-04 — Путеизмерительный шаблон для контроля состояния трамвайного пути.
- ВТК-05 — Стыкоразгоночное устройство для механизированной регулировки стыковых зазоров трамвайного пути. Изготовитель — Новомосковский экспериментально-машиностроительный завод.
- ВТК-08 — Сборная стрелка Р-30 и Р-50, разработанные для плавного проезда вагонов через стрелочный перевод.
- ВТК-11 — Ножницы для резки контактного провода. Изготовитель — Прокопьевский РТТЗ
- ТК-12 — Моечная установка для трамваев и троллейбусов
- ВТК-13 — Устройство для чистки деталей электродвигателей.
- ВТК-13А — Станция механизации путевых работ
- ВТК-14 — Устройство монтажа и съёма вентилятора электродвигателей
- ВТК-16 — Навесной плуг к снегоочистителю ГС-4
- ВТК-18 — Домкрат для подъёма трамваев, располагаемый в депо. Изготовитель — Воронежский РТТЗ
- ВТК-19 — Домкрат для подъёма троллейбусов, располагаемый в депо. Изготовитель — Воронежский РТТЗ
- ВТК-20 — Стенд для сборки рельсошпальной решетки. Изготовитель — Прокопьевский РТТЗ
- ВТК-23 — Транспортировочное устройство для трамвайных тележек.
- ВТК-36 — Комплект электрообогревателей стрелочных переводов. Изготовитель — Невинномысский электромеханический завод.
- ВТК-38 — Термокомпенсатор для снятия разрушающих напряжений в рельсе ТВ-65
- ВТК-58 — Помост для маляра в депо, служащий при покраске транспортных средств в депо.
- ВТК-65 — домкрат для подъёма единиц ПС в бесканавных цехах трамвайного или троллейбусного депо.
- ВТК-66 — ножницы для резки контактного провода.
- ВТК-67 — устройство для колки льда, является навесным оборудованием к трактору Т-40М
- ВТК-73 — Тележка для монтажа/демонтажа подкузовного оборудования.
- ВТК-76 — Оборудование для обточки колесных пар.
- ВТК-77 — Устройство для наплавки металла на реборды колёсных пар.
- ВТК-80 — Электропривод стрелочного перевода.
- ВТК-82 — Устройство питания двигателей трамвая или троллейбуса пониженным напряжением при проезде через цех депо, выкатки тележек из под кузова.

Также выпускались и другие модели.